# 네덜란드 올림픽 위원회 네덜란드 체육 연맹
네덜란드 올림픽 위원회 네덜란드 체육 연맹(네덜란드어: Nederlands Olympisch Comité*Nederlandse Sport Federatie)은 네덜란드의 국가 올림픽 위원회이자 국가 패럴림픽 위원회이다. IOC 코드는 NED이다. 본부는 아른험에 있으며 유럽 올림픽 위원회에 소속되어 있다.
1912년에 설립되었으며 같은 해에 국제 올림픽 위원회의 승인을 받았다. 현재와 같은 위원회로 개편된 시기는 1993년이다. 네덜란드의 모든 스포츠를 담당하는 위원회로서 90개 국가 스포츠 종목 연맹과 2,700개에 달하는 개인 스포츠 클럽을 대표한다. 또한 올림픽, 패럴림픽, 유러피언 게임을 비롯한 국제 스포츠 대회에 참가하는 네덜란드의 선수들을 대표한다.

## 같이 보기
- 올림픽 네덜란드 선수단